# Hans-Herbert Dengler
Hans-Herbert Dengler (* 28. Juli 1905 in Kiel; † 1982 in Karlsruhe) war ein deutscher Verwaltungsjurist auf Kreis-, Länder- und Reichsebene.

## Leben
Dengler studierte Rechtswissenschaft in Erlangen und wurde 1923 Mitglied der Erlanger Burschenschaft Frankonia. Später wurde er auch Alter Herr der Burschenschaft Germania Halle. Er wurde 1931 zum Gerichtsassessor ernannt. Von April bis September 1932 war er in der Siedlungsgesellschaft „Deutsche Erde“ in Berlin tätig. Zum 1. November 1931 trat Dengler in die NSDAP (Mitgliedsnummer 690.640) und in die SS (SS-Nummer 20.012) ein. Von November 1932 bis Mai 1933 war er hauptamtlich für die SS in Neuruppin tätig. Am 30. Januar 1937 ernannte man ihn zum SS-Sturmführer und am 10. September 1939 zum SS-Obersturmführer.
Im Juni 1933 wurde Dengler in die preußische allgemeine Verwaltung an das Landratsamt nach Minden versetzt und dort zum Regierungsassessor ernannt. Im Januar 1934 wurde Dengler der Organisationsabteilung des Geheimen Staatspolizeiamtes (Gestapa) zugeteilt. Von dort wurde er im März/April 1934 vorübergehend als Leiter der dortigen Stapostelle nach Stettin abberufen, um die Missstände im KZ Bredow aufzudecken. Wohl vor allem wegen Konflikten mit Kurt Daluege wurde er zum 1. Mai 1934 dem Preußischen Innenministerium zur Verfügung gestellt und an das Landratsamt Bad Liebenwerda versetzt. In den folgenden Jahren durchlief er eine Vielzahl von Verwaltungsposten: Im August 1934 folgte Denglers Ernennung zum kommissarischen Oberbürgermeister von Wittenberg. 1938 wurde er mit dem Amt des Landrates im Landkreis Schweinitz betraut, dann 1942 wurde er Regierungsdirektor und 1943 Abteilungsleiter beim Reichsstatthalter in Salzburg.
Graf charakterisiert Dengler als „interessantes Beispiel eines Alten Kämpfers im Gestapa unter Diels, der als solcher zu ausgesprochenen Vertrauensaufgaben herangezogen, dann jedoch vom Sturz Diels mitgerissen wurde und schließlich in der allgemeinen Verwaltung eine ansehnliche Karriere als höherer Beamter machte.“
Nach dem Ende des Zweiten Weltkriegs wurde Dengler bis 1947 interniert. In den Jahren 1947 und 1948 stand er erneut in Kontakt mit Heinrich Schnitzler und Diels, von dem er als Zeuge für seine Memoiren – betreffend die Verhältnisse in Stettin 1934 – herangezogen wurde.